# کارن گریگوریان (بازیکن فوتبال)
کارن شاوارشی گریگوریان (ارمنی: Կարեն Շավարշի Գրիգորյան؛ ۲۳ اوت ۱۹۷۴) بازیکن فوتبال در پست مدافع اهل ارمنستان است.

## تیم ملی
وی همچنین در تیم ملی فوتبال ارمنستان بازی کرده‌است. گریگوریان نخستین بازی ملی خود را در چهارچوب مرحله مقدماتی جام ملت‌های اروپا ۲۰۰۰ – گروه ۴ در تاریخ ۵ ژوئن ۱۹۹۹ در ریکیاویک در مقابل ایسلند انجام داده‌است.